# Championnat de Singapour de football 2012
Navigation
Saison 2011 Saison 2013
La saison 2012 du Championnat de Singapour de football est la quatre-vingtième édition de la première division à Singapour, organisée par la fédération singapourienne sous forme d'une poule unique où toutes les équipes rencontrent deux fois leurs adversaires, à domicile et à l'extérieur. Il n'y a pas de relégation puisque les clubs inscrits sont des franchises, à l'image de ce qui se fait dans les championnats australien ou nord-américain. 
À l'issue de la saison, le champion se qualifie pour la Coupe de l'AFC, tout comme le vainqueur de la Coupe de Singapour. Néanmoins, les franchises « étrangères » comme DPMM Brunei, Young Lions, Harimau Muda et Albirex Niigata Singapour FC ne peuvent pas s'aligner en compétition asiatique pour représenter Singapour. La fédération singapourienne renonce à sa place directe en Ligue des champions de l'AFC car l'AFC lui demande de renoncer à avoir des franchises « étrangères » au sein de la S-League, chose que la fédération refuse.
Deux changements ont lieu durant l'intersaison. L'équipe française de l'Étoile FC renonce à participer au championnat et est remplacé par DPMM Brunei, qui fait son retour en S-League après trois années d'absence. Un club supplémentaire prend part au championnat, il s'agit du club de Harimau Muda, qui est en fait l'équipe nationale de Malaisie des moins de 21 ans.

## Les 13 clubs participants
| Club                   | Ville                    | Entraîneurs              | Stade                         | Capacité théorique |
| ---------------------- | ------------------------ | ------------------------ | ----------------------------- | ------------------ |
| Albirex Niigata (S)    | Jurong East, Singapour   | Koichi Sugiyama          | Stade Jurong East             | 2 700              |
| Balestier Khalsa       | Toa Payoh, Singapour     | Darren Stewart           | Stade Toa Payoh               | 3 900              |
| DPMM Brunei            | Bandar Seri Begawan      | Vjeran Simunić           | Stade Sultan Hassanal Bolkiah | 30 000             |
| Geylang United         | Bedok, Singapour         | Mike Wong V. Kanakarajan | Stade Bedok                   | 3 900              |
| Gombak United          | Jurong West, Singapour   | K. Balagumaran           | Stade Jurong West             | 3 200              |
| Harimau Muda           | Yishun, Singapour        | Ong Kim Swee             | Stade Yishun                  | 3 400              |
| Home United            | Bishan, Singapour        | Lee Lim-saeng            | Stade Bishan                  | 4 200              |
| Hougang United         | Hougang, Singapour       | Nenad Bacina             | Stade Hougang                 | 2 500              |
| Singapore Armed Forces | Choa Chu Kang, Singapour | Richard Bok              | Stade Choa Chu Kang           | 4 600              |
| Tampines Rovers        | Clementi, Singapour      | Steven Tan               | Stade Clementi                | 4 000              |
| Tanjong Pagar United   | Queenstown, Singapour    | Terry Pathmanathan       | Stade Queenstown              | 3 800              |
| Woodlands Wellington   | Woodlands, Singapour     | Salim Moin               | Stade Woodlands               | 4 300              |
| Young Lions            | Kallang, Singapour       | Robin Chitrakar          | Stade Jalan Besar             | 8 000              |

## Compétition
Le barème de points servant à établir le classement se décompose ainsi :
- Victoire : 3 points ;
- Match nul : 1 point ;
- Défaite : 0 point.

### Classement
| Rang | Équipe                  | Pts | J  | G  | N | P  | Bp | Bc | Diff |
| ---- | ----------------------- | --- | -- | -- | - | -- | -- | -- | ---- |
| 1    | Tampines RoversT        | 52  | 24 | 16 | 4 | 4  | 49 | 24 | +25  |
| 2    | DPMM BruneiP            | 48  | 24 | 15 | 3 | 6  | 49 | 27 | +22  |
| 3    | Albirex Niigata         | 43  | 24 | 12 | 7 | 5  | 37 | 26 | +11  |
| 4    | Harimau MudaP           | 42  | 24 | 13 | 3 | 8  | 37 | 23 | +14  |
| 5    | Home United FC          | 40  | 24 | 11 | 7 | 6  | 43 | 29 | +14  |
| 6    | Balestier Khalsa FC     | 39  | 24 | 11 | 6 | 7  | 23 | 20 | +3   |
| 7    | Singapore Armed ForcesC | 32  | 24 | 9  | 5 | 10 | 43 | 41 | +2   |
| 8    | Hougang United FC       | 29  | 24 | 7  | 8 | 9  | 31 | 33 | -2   |
| 9    | Gombak United           | 29  | 24 | 7  | 8 | 9  | 23 | 29 | -6   |
| 10   | Young Lions             | 23  | 24 | 6  | 5 | 13 | 25 | 37 | -12  |
| 11   | Geylang United          | 21  | 24 | 5  | 6 | 13 | 28 | 50 | -22  |
| 12   | Tanjong Pagar United    | 20  | 24 | 5  | 5 | 14 | 17 | 41 | -24  |
| 13   | Woodlands Wellington    | 14  | 24 | 3  | 5 | 16 | 19 | 44 | -25  |

|  | Qualification pour la Coupe de l'AFC 2013                                                |
|  | T : Tenant du titre C : Vainqueur de la Coupe de Singapour P : Club débutant en S-League |

### Matchs
| Résultats (▼dom., ►ext.) | ALB | BAL | DPM | GYL | GOM | HMA | HOM | HGA | SAF | TAM | TPU | WLW | YLI |
| Albirex Niigata          |     | 1-2 | 2-0 | 1-1 | 1-0 | 1-0 | 0-0 | 2-3 | 3-2 | 1-0 | 4-1 | 2-0 | 2-2 |
| Balestier Khalsa FC      | 1-0 |     | 1-3 | 0-0 | 1-1 | 2-0 | 1-0 | 0-3 | 1-0 | 1-0 | 1-1 | 2-0 | 2-0 |
| DPMM Brunei              | 2-1 | 0-2 |     | 4-1 | 1-1 | 1-2 | 3-2 | 5-1 | 1-2 | 2-2 | 3-2 | 3-0 | 1-0 |
| Geylang United           | 0-0 | 3-1 | 1-3 |     | 3-2 | 0-2 | 1-7 | 1-2 | 3-0 | 1-5 | 0-0 | 1-1 | 2-0 |
| Gombak United            | 0-0 | 1-0 | 0-3 | 2-0 |     | 0-2 | 1-2 | 2-1 | 0-1 | 1-1 | 0-0 | 0-0 | 1-0 |
| Harimau Muda             | 0-0 | 2-0 | 1-1 | 3-1 | 1-2 |     | 0-3 | 3-1 | 4-1 | 2-3 | 3-0 | 2-1 | 3-1 |
| Home United FC           | 4-2 | 0-0 | 1-0 | 7-3 | 1-1 | 2-1 |     | 1-1 | 0-3 | 0-2 | 2-1 | 3-1 | 3-1 |
| Hougang United FC        | 1-2 | 0-1 | 1-3 | 2-0 | 0-0 | 0-0 | 1-2 |     | 2-2 | 1-1 | 1-1 | 2-2 | 0-2 |
| Singapore Armed Forces   | 3-4 | 0-0 | 1-2 | 2-2 | 6-1 | 1-2 | 3-3 | 1-0 |     | 2-3 | 0-1 | 2-1 | 4-3 |
| Tampines Rovers FC       | 3-4 | 3-1 | 1-0 | 2-1 | 3-2 | 1-0 | 2-0 | 1-1 | 0-1 |     | 2-1 | 4-0 | 2-1 |
| Tanjong Pagar United     | 0-2 | 1-0 | 0-3 | 1-0 | 0-3 | 0-2 | 1-0 | 0-1 | 1-3 | 1-2 |     | 2-3 | 0-5 |
| Woodlands Wellington     | 0-1 | 0-2 | 1-2 | 3-1 | 1-2 | 0-2 | 0-0 | 1-3 | 2-2 | 0-3 | 0-1 |     | 1-2 |
| Young Lions              | 1-1 | 1-1 | 1-3 | 0-2 | 1-0 | 1-0 | 0-0 | 0-3 | 2-1 | 0-3 | 1-1 | 0-1 |     |

## Bilan de la saison
| Championnat de Singapour de football 2012 |                            |
| Champion                                  | Tampines Rovers (7e titre) |
| Coupes et trophées                        |                            |
| Vainqueur de la Coupe de Singapour 2012   | Singapore Armed Forces FC  |
| Qualifications continentales              |                            |
| Coupe de l'AFC 2013                       | Tampines Rovers            |
| Coupe de l'AFC 2013                       | Singapore Armed Forces FC  |
| Promotions et relégations                 |                            |
| Promus en S-League                        | Aucun                      |
| Relégués en Division II                   | Aucun                      |